# قتاد ماعزي
القَتَاد الماعزي (باللاتينية: Astragalus caprinus) نوع عشبي من جنس القتاد.

## البيئة والانتشار
موطنه بلاد الشام ووادي النيل والمغرب العربي وتركيا وقبرص وصقلية.